# Tribulocarpus
Tribulocarpus (лат.) — род суккулентных растений семейства Аизовые (Aizoaceae), подсемейства Sesuvioideae, трибы Anisostigmateae, естественно произрастающий на территории Намибии и Сомали.

## Название
Научное родовое латинское название Tribulocarpus происходит от названия рода Tribulus и греческого слова karpos, — «фрукты», указывая на сходство с колючими плодами.

## Ботаническое описание
Представители рода – невысокие кустарники. Листья располагаются очередно, прилистники отсутствуют. Цветки двуполые и собраны в соцветия. Околоцветник разделен на пять частей и частично срастается на примерно половину своей длины; у мужских цветков трубка короткая. Тычинок много, они отходят от устья околоцветника. Завязь нижняя и состоит из двух сросшихся плодолистиков; она двухгнездная, с одиночной висячей семяпочкой в каждом гнезде. Плодовые соединения срастаются с шипистыми прицветниками, они колючие и находятся на черешках.

## Таксономия
Tribulocarpus S.Moore, первое упоминание в J. Bot. 59: 228. (1921).

### Синонимы
- Tetragonia subgen. Tribulocarpus (S.Moore) Adamson

### Виды
Согласно данным сайта WFO Plantlist на июнь 2023 года, род состоит из 2 видов:
- Tribulocarpus dimorphanthus (Pax) S.Moore typus
- Tribulocarpus retusus (Thulin) Thulin & Liede